# 台灣山茶
台灣山茶（学名：Camellia formosensis），台灣原生種，別名大葉野生茶。本種葉子葉中肋2面突起，和阿薩姆茶十分相似，差別在於本種頂芽平滑無毛，而阿薩姆茶頂芽被伏毛。清康熙36年（1697年）以前，漢人即入水沙連採山茶製茶，稱為水沙連茶。目前台灣山茶主要分布於中部、南部及東部的中低海拔山區，而各地品系略有不同，味道亦然。

## 學名
台灣山茶在20世紀時曾被當成茶树或是阿薩姆茶（学名：Camellia sinensis var. assamica）的變種。2009年時經過DNA分析，確認台灣山茶應被獨立成一種。
同時，因為台灣山茶之台東族群在外部形態上已有明顯分化，所以將之處理成變種並命名為C. formosensis var. yungkangensis ，稱之為永康山茶。

## 應用
臺灣茶業改良場魚池分場曾以臺灣山茶與緬甸大葉種阿薩姆茶樹配種，培育新品種「臺茶18號」紅玉紅茶。為南投縣魚池鄉主要種植的品種。而茶業改良場亦單獨以永康山茶培育出「臺茶24號」。